# 小燕飛
小燕飛（英語：Siu Yin Fei，1920年8月28日—2013年7月29日），原名馮燕萍，別名馮燕飛，粤剧演员。

## 生平簡介
小燕飛祖籍廣東廣州市番禺區市桥，出生於廣州，父親是米商，兄弟姊妹共七人，她排行第四。父親早逝，幼時就學於私塾，也曾就讀於真光學校。小燕飛自小愛好唱粵曲，十五歲時到廣州拜吳一嘯為師，後來亦得到胡文森為她撰曲。她曾跟粤曲平喉「四大天王」之一「鬼馬歌后」張月兒到安南（即現在越南）、上海等地登臺。1936年開始參與電影演出，第一部電影是大觀聲片有限公司出品的《血酒金錢》（1936年）。1941年香港淪陷後，小燕飛轉往廣州、澳門等地登台維生，1945年二戰結束後回港。後來與粵劇名伶，亦是當時著名粵語片演員鄺山笑結婚，並誕下一女一子，及後夫妻離異。
有感粵語片質素參差，小燕飛於1952年連同21位股東包括李晨風、白燕、吳楚帆等著名電影人成立「中聯電影企業有限公司」，旨在制作優秀的粵語片。代表作品有《家》（1953年）、《春》（1953年）、《秋》（1954年）、《愛（上、下集）》（1955年）、《紫微園的秋天》（1958年）等。早年亦有投資拍攝十多部電影，包括《辣手蛇心》（1947年）、 《天涯歌女》 （1950年）等。
小燕飛曾經因為幫另一粵曲演唱家小明星返回省城（即廣州）治病，與小明星在澳門新馬路平安戲院一連七晚登臺，哄動一時。她為人豪爽，被封「撈家萍」綽號。由於藝早有成，故很早便授徒，其徒乃有「歌壇玫瑰」之譽的梁瑛。1961年拍畢《小孤女》及《紐約唐人街碎屍案》後息影。1970年代移居美國，一度經營酒樓生意，於2013年7月29日在美國紐約病逝。

## 著名曲目
（獨唱）
- 霓裳羽衣曲
- 飛燕迎春
- 月下紅娘
- 一枕天涯冷
- 紅樓抱月眠
- 蜜月詞
- 海角紅樓雷雨出奔
- 點點落紅飛絮亂
- 抱著琵琶帶淚
- 月下紅娘
- 歸時
- 並蒂蓮
- 莫問奴歸處
- 譜夫妻相
- 燈紅酒綠
- 淚盈襟
- 春到人間
- 思迷迷
- 夢歸
- 恨鎖紅樓

（合唱）
- 艷曲醉周郎 （與新馬師曾合唱）
- 魂歸離恨天 （與新馬師曾合唱）
- 文素臣 （與新馬師曾合唱）
- 情海歸帆 （與新馬師曾合唱）
- 正德皇哭李鳳 （與何鴻略合唱）
- 泣碎杜鵑 （與羅劍郎合唱）
- 款擺紅綾帶 （與任劍輝合唱）
- 海角紅樓（與任劍輝合唱）
- 衝冠一怒為紅顏 （與張月兒 合唱）
- 漢月蠻花 （與靚次伯合唱）
- 錢作怪 （與白駒榮合唱）

## 演出電影
- 血酒金錢（1936年）
- 七姊妹（1937年）
- 金屋十二釵（1937年）——五娘
- 夜明珠（1937年）
- 八百壯士（1938年）——陳桂蘭
- 金葉菊（1938年）
- 金屋十二釵續集（1938年）——五娘
- 掃把精（1939年）——掃把精
- 狸貓換太子包公夜審郭槐（1939年）——承御
- 好女十八嫁續集（1939年）
- 火燒石室（1939年）——凌貴仙
- 七姐嫁八仙（1939年）
- 老婆奴（1939年）
- 金葉菊續集（1939年）
- 雍正皇夜盜香妃（1940年）——尹妃
- 儂本多情（1947年）
- 辣手蛇心（1947年）——廉燕香
- 西廂記（1947年）——紅娘
- 難測婦人心（1947年）——陸可卿
- 何處是儂家（1947年）——夏萍
- 明日又天涯（1947年）
- 乞兒皇帝（1947年）
- 百鳥朝凰（1947年）——紅伶
- 花月良宵（1948年）
- 雙飛蝴蝶夢（1948年）
- 衣冠禽獸（1948年）
- 吉人天相（1948年）
- 歸來燕（1948年）——黃麗芬
- 太太萬歲（1948年）——第三者
- 惜玉憐香（1948年）——黃玉香
- 仙童玉女（1948年）——陳美玉
- 富貴浮雲（1948年）——余鳳仙
- 地底迷宮（1948年）
- 十艷戀檀郎（1948年）
- 烽火漁村（1948年）
- 淒涼姊妹花（1949年）——周錦裳
- 地獄金龜（1949年）——白露
- 長使娥眉淚滿襟（1949年）——關梅芳
- 大四喜（1949年）——鍾嫣萍
- 滿江紅（1949年）——小玲
- 血染斷腸碑（1949年）——張玉萍
- 紅樓夢（1949年）——林黛玉
- 飛燕迎春（1949年）
- 飛燕迎春（1949年）
- 花開蝶滿枝（1950年）
- 飄零二孤女（1950年）
- 年晚錢（1950年）
- 人海萬花筒（1950年）
- 天涯歌女（1950年）
- 人海萬花筒（1950年）
- 血淚洗殘脂（1950年）——白娣
- 血染杜鵑紅（1951年）——徐小芬
- 皆大歡喜（1951年）——袁小玲
- 五姊妹（1951年）
- 別離人對奈何天（1951年）
- 秋墳（1951年）——胡素秋
- 銀海春光（1951年）
- 十二金釵戲玉郎（1951年）
- 紅樓新夢（1951年）
- 新胡不歸（1951年）——馮慧茹
- 零落斷腸花（1951年）
- 歌院香魂（1951年）
- 怨婦情歌（1951年）
- 粉陣迷龍（1951年）
- 龍舟祥（1952年）——阿萍
- 歌唱大鬧廣昌隆（1952年）
- 十奏嚴嵩（1952年）
- 歌唱碧容探監（1952年）
- 三個陳村種（1952年）——華珠
- 歌女紅玫瑰（1952年）
- 錦繡前程（1952年）
- 歌聲淚影（上集）（1952年）
- 孝感動天（1952年）
- 歌唱泣荊花（1952年）
- 孤寒財主闊少爺（1952年）
- 銀燈照玉郎（1952年）
- 小明星傳（1952年）
- 歌王美眷（1952年）
- 兩個傻英雄（1952年）
- 歌聲淚影（下集）（1952年）
- 新姑嫂劫（1952年）
- 天賜黃金（1952年）
- 紅運媽姐（1952年）——女傭阿好
- 契爺艷史（1952年）——女梁燕萍
- 玉梨魂（1953年）
- 雙雄鬥智（1953年）——夏幽蘭
- 雪夜訪情憎（1953年）
- 苦海明燈（1953年）
- 往事知多少（1953年）
- 情劫姊妹花（1953年）
- 家（1953年）
- 客串夫人（1953年）
- 金蘭姊妹（1954年）
- 妙曲慰郎心（1954年）
- 午夜情殺案（1954年）
- 萍姬（1954年）
- 杜鵑魂（1954年）
- 百變婦人心（1954年）——顧雲妃
- 山長水遠（1954年）——趙月容/南施
- 流水行雲（1954年）
- 愛（上集）（1955年）——李香薇
- 愛（下集）（1955年）——李香薇
- 遺腹子（上集）（1956年）
- 斬龍遇仙（1956年）
- 血染黃金（1957年）
- 黃飛鴻獅王爭霸（1957年）——阿娥
- 真假俏郎君（1957年）
- 蔡中興建洛陽橋（1957年）
- 烽火佳人（1958年）
- 小孤女（1961年）
- 紐約唐人街碎屍案（1961年）——黃玉芬